# Lichid de parbriz
Lichidul de parbriz cunoscut popular și sub denumire de parbrizol este o soluție care se folosește la curățarea parbrizului, de obicei acesta este manipulat automat de către circuitul de spălare al parbrizului.

## Descriere. Proprietăți fizice și chimice
Compoziția lichidului trebuie să fie alcătuită, în general, din apă dedurizată, alcool etilic, diferite compoziții de parfumare, precum și substanțe mai complexe, cum ar fi sulforokanolul sau rokonsalul ori surfactanții anionici. Acesta se prezintă sub formă lichidă sau mai poate fi găsit sub formă solidă (praf) dar acesta trebuie preparat cu apă sau lichide conexe (alcool etilic). Temperatura de îngheț variază, majoritatea având-o situată între -10°C și -40°C.

## Istoric
La mijlocul anilor 1930, a fost introdus primul sistem de spălare a parbrizului care a permis pulverizarea parbrizolului. Începând cu anii 1940, primele sisteme combinate de ștergător și spălare a parbrizului au fost utilizate comercial. Originea exactă a acestuia nu este cunoscută, accent punându-se pe invenția ștergătoarelor de parbriz decât pe lichidul în sine.

## Utilizare
Acesta este utilizat în sprijinul ștergătoarelor parbrizului pentru a-l menține curat, având un rol extrem de important, astfel este recomandat să îl schimbăm în funcție de sezon.

### Lichidul de parbriz pe timp de vară
Anotimpul cel mai așteptat de cei care iubesc roadtrip-urile este o adevărată probă de anduranță pentru fluidul folosit la curățarea parbrizului. Jetul trebuie să îndepărteze nu doar praful, ci și insectele care se acumulează în abundență pe cea mai mare suprafață vitrată a mașinii. Un lichid de parbriz pentru vară, de calitate, trebuie să manifeste o bună capacitate de neutralizare a substanțelor vâscoase și a fragmentelor persistente.
Lichidul trebuie turnat în circuitul de spălare al parbrizului și lunetei mașinii în formă nediluată, pentru ca densitatea lui să se mențină la cote optime, iar punctul de fierbere să se păstreze în jurul valorii de 140 de grade Celsius. Astfel, efectele nefaste ale unei soluții neconforme se pot manifesta la rularea pe timp de noapte, un moment în care petele de pe parbriz ar putea reflecta difuz și deranjant lumina proiectată de farurile mașinilor ce vin de pe contrasens.

### Lichidul de parbriz pe timp de iarnă[11]
Iarna este recomandat un lichid de parbriz care are punctul de îngheț apropiat de -40°C, în caz contrar acesta prezintă riscul ridicat de a îngheța afectând sistemele mașinii.

### Consecințele utilizării unui lichid de parbriz nepotivit[12][13]
Parbrizolul trebuie ales cu grijă deoarece în caz contrar pot apărea consecințe neplăcute.
Printre acestea se numără:
- fisurarea rezervorului pentru lichidul de parbriz, din cauza înghețării produsului;
- obturarea circuitului de spălare, pe fondul depunerilor de calcar;
- apariția zgârieturilor pe parbriz, cauzate de slaba eficiență în îndepărtarea impurităților;
- stricarea duzelor care aruncă pe parbriz soluția igienizantă;
- infestarea rezervorului cu bacterii, din cauza obiceiului de a dilua lichidul de parbriz cu apă.